# Kibatalia elmeri
Espèce
Synonymes
- Kibatalia fragrans Elmer[1]

Statut de conservation UICN

 CR  : 
En danger critique
Kibatalia elmeri est une espèce de plantes à fleurs de la famille des Apocynaceae trouvée aux Philippines.

## Publication originale
- Philippine Journal of Science 60: 223. 1936.